# Ekaterina Korbut
Ekaterina Korbut (Tashkent, 9 de Fevereiro de 1985) é uma Grande Mestre de Xadrez uzbeque e ex-campeã mundial júnior de xadrez.